# باول هاتشينسون
باول هاتشينسون (بالإنجليزية: Paul Hutchinson)‏ هو لاعب كرة قدم بريطاني في مركز الدفاع، ولد في 20 فبراير 1953 في Eaglescliffe ‏ في المملكة المتحدة. لعب مع دارلينجتون إف سى.